# Złe słowa
Złe słowa – album Jacka Skubikowskiego wydany w 1986 roku nakładem wytwórni Pronit.

## Lista utworów
Wszystkie teksty i melodie do piosenek stworzył sam Skubikowski.

### Strona 1
1. „Złe słowa” – 04:25
2. „Zrób mi to, zrób” – 03:15
3. „Kup mi komika” – 04:25
4. „Gram do stripteasu, żeby żyć” – 04:05
5. „Tak brak mi jej” – 03:35

### Strona 2
1. „Za każdy dzień, za każdy szept” – 04:15
2. „Było i nie ma” – 04:10
3. „Tamte miejsca, tamten czas” – 03:35
4. „Dla mnie była dobra” – 04:20
5. „Akademia muzyczna” – 03:30

## Twórcy
- Jacek Skubikowski - gitara
- Jan Borysewicz - gitara
- Krzysztof Ścierański - gitara basowa
- Maciej Januszko - wokal
- Arkadiusz Żak - gitara basowa
- Marek Surzyn - perkusja, instrumenty perkusyjne
- Janusz Skowron - instrumenty klawiszowe
- Rafał Paczkowski - instrumenty klawiszowe

### Personel
- Rafał Paczkowski - reżyser nagrania
- Wojciech Grzymała - projekt graficzny
- Władysław Lemm - foto
- Rafał Paczkowski - realizacja nagrań
- Marceli Latoszek - współpraca realizatorska